# ScienceCamps
UNF ScienceCamp er et koncept lavet af Ungdommens Naturvidenskabelige Forening for gymnasieelever. En ScienceCamp er en uges sommerskole for gymnasieelever med interesse for naturvidenskab. Der er mange forskellige slags ScienceCamps og hvilke camps der bliver afholdt varierer hvert år. Under en ScienceCamp introduceres deltagerne til et specifikt fagligt emne indenfor naturvidenskab og arbejder med dette emne igennem hele ugen, derudover bliver deltagerne rystet sammen igennem diverse sociale aktiviteter. Meget af den viden der bliver introduceret på ScienceCamps ville ellers blive introduceres på universitetet.
Den første ScienceCamp (Biotech Camp) blev afholdt i 2002 og var den eneste camp det år. Siden da er der blevet afholdt mere end 100 ScienceCamps på landsplan.
Der er flere forskellige slags ScienceCamps, men camps der plejer at gå igen er Biotech Camp, Chemistry Camp, Fysik Camp, Game Development Camp, Matematik Camp, Nano Camp, Software Development Camp. Disse camps afholdes på som udgangspunkt på et universitet over en uge af sommerferien.

## Camps igennem tiden
Der er blevet afholdt over 100 camps. Af camps der er blevet afholdt mere end en gang er følgende:
Biotech Camp,
Chemistry Camp,
Game Development Camp,
Fysik Camp,
International Science Summer Camp,
Kriminal Camp,
Matematik Camp,
Medicinal Camp,
Nano Camp,
Computer Science Camp og
Software Development Camp.
Alle camps, på nær Game Development Camp, blev aflyst i 2020 på grund af Covid-19. Game Development Camp afholdt digitalt.
| År   | Navn                                | Sted                          | Koordinator                                                                  |
| ---- | ----------------------------------- | ----------------------------- | ---------------------------------------------------------------------------- |
| 2023 | Game Development Camp               | Aalborg Universitet           | Sara Munk og Katrine Martos Sandø                                            |
| 2023 | Matematik Camp                      | DTU                           | Hans Harck Tønning og Hjalte Düsterdich Vejbæk                               |
| 2023 | Fysik Camp                          | Aarhus Universitet            | Mikkel Møller Mødekjær                                                       |
| 2023 | Computer Science Camp               | Københavns Universitet        | Frederick Aleksander Nilsen                                                  |
| 2023 | Chemistry Camp                      | DTU                           | Knut Ibæk Topp Lindenhoff og Darjan Afandi                                   |
| 2022 | Game Development Camp               | Syddansk Universitet          | Sara Munk og Katrine Martos Sandø                                            |
| 2022 | Matematik Camp                      | Syddansk Universitet          | Hjalte Düsterdich Vejbæk og Hans Harck Tønning                               |
| 2022 | Fysik Camp                          | Aarhus Universitet            | Karl Meisner-Jensen og Mikkel Møller Mødekjær                                |
| 2022 | Computer Science Camp               | Københavns Universitet        | Frederick Aleksander Nilsen og Simon Alexander Thomsen                       |
| 2022 | Chemistry Camp                      | DTU                           | Amalie Robl og Gustav Tarras Madsen                                          |
| 2021 | Game Development Camp               | Syddansk Universitet          | Simon Christian Dockweiler og Thomas Møller Grosen                           |
| 2021 | Matematik Camp                      | Syddansk Universitet          | Miamaja Sichlau Nielsen og Tobias Pagsberg                                   |
| 2021 | Fysik Camp                          | Aarhus Universitet            | Karl Meisner og Mikkel Møller Mødekjær                                       |
| 2021 | Biotech Camp                        | Aarhus Universitet            | Elisabeth Bendtsen og Amalie Robl                                            |
| 2021 | Computer Science Camp               | Syddansk Universitet          | Sara Moesgaard og Oscar Emil Winther Hildebrandt                             |
| 2021 | Chemistry Camp                      | DTU                           | Shadi Reda Wahid og Gustav Tarras Madsen                                     |
| 2020 | Game Development Camp               | Online                        | Thomas Møller Grosen og Amalie Terese Jiao Paulsen                           |
| 2020 | Matematik Camp (Aflyst)             | DTU                           | Holger Rubæk Danielsen                                                       |
| 2020 | Biotech Camp (Aflyst)               | Aarhus Universitet            | Mads Magnus Hansen                                                           |
| 2020 | Science Show Camp (Aflyst)          | Syddansk Universitet          | Miamaja Sichlau Nielsen                                                      |
| 2020 | Computer Science Camp (Aflyst)      | Københavns Universitet        | Sara Moesgaard                                                               |
| 2020 | Chemistry Camp (Aflyst)             | Syddansk Universitet          | Shadi Reda Wahid                                                             |
| 2020 | Fysik Camp (Aflyst)                 | Syddansk Universitet          | Victoria Bøje Inselmann                                                      |
| 2019 | Biotech Camp                        | Københavns Universitet        | Kristoffer Kordatos                                                          |
| 2019 | Chemistry Camp                      | Aarhus Universitet            | Rikke Xiao Lindbjerg                                                         |
| 2019 | Computer Science Camp               | Aarhus Universitet            | Sara Moesgaard                                                               |
| 2019 | Fysik Camp                          | Aarhus Universitet            | Nana Ginnerup                                                                |
| 2019 | Game Development Camp               | Aalborg Universitet           | Thomas Grosen                                                                |
| 2019 | ISSC Camp                           | Syddansk Universitet          | Søren Beck                                                                   |
| 2019 | Matematik Camp                      | DTU                           | Anne-Kristine Haunsvig                                                       |
| 2018 | Biotech Camp                        | Københavns Universitet        | Elisabeth Bendtsen                                                           |
| 2018 | Chemistry Camp                      | Aarhus Universitet            | Rikke Xiao Lindbjerg                                                         |
| 2018 | Computer Science Camp               | Københavns Universitet        | Steffen Strunge Mathiesen                                                    |
| 2018 | Fysik Camp                          | Aarhus Universitet            | Dorte Thrige Paluborg                                                        |
| 2018 | Game Development Camp               | Aalborg Universitet           | Simon Dockweiler                                                             |
| 2018 | Matematik Camp                      | DTU                           | Mads Frimann Madsen                                                          |
| 2018 | Medicin og Medicinsk Teknologi Camp | Københavns Universitet        | Søren Beck                                                                   |
| 2017 | Biotech Camp                        | Syddansk Universitet          | Nicolai Vanggard Bærentsen                                                   |
| 2017 | Chemistry Camp                      | Aarhus Universitet            | Rasmus Dahlgaard                                                             |
| 2017 | Fysik Camp                          | Aarhus Universitet            | Rasmus Rahbek Østergaard                                                     |
| 2017 | Game Development Camp               | Viborg                        | Alexander Korsvang Hagelskjær                                                |
| 2017 | Matematik Camp                      | DTU                           | Mads Frimann Madsen                                                          |
| 2017 | Software Development Camp           | Aalborg Universitet           | Søren Aksel Helbo Bjergmark                                                  |
| 2016 | Environment Camp                    | DTU                           | Nicolai Jacob Kofod-Jensen og Jacob Bollerslev                               |
| 2016 | Fysik Camp                          | Aarhus Universitet            | Rasmus Rahbek Østergaard                                                     |
| 2016 | Game Development Camp               | DTU                           | Alexander Korsvang Hagelskjær                                                |
| 2016 | Kemi, Miljø og Bioteknologi Camp    | Aalborg Universitet           | Claus Østergaard                                                             |
| 2016 | Matematik Camp                      | Københavns Universitet        | Anders Jess Pedersen, Emil Hoffman Kozuch og Thue Christian Thann Nikolajsen |
| 2015 | Biotech Camp                        | Aarhus Universitet            | Jakob Peter Thorsbro                                                         |
| 2015 | Chemistry Camp                      | Syddansk Universitet          | Maria Lyngby Karlsen                                                         |
| 2015 | Computer Science Camp               | Københavns Universitet        | Mads Frimann Madsen                                                          |
| 2015 | Fysik Camp                          | Københavns Universitet        | Nikolaj Simling Kristensen og Rasmus Rahbek Østergaard                       |
| 2015 | Discovery Camp                      | Aarhus Universitet            | Anna Freja Hansen                                                            |
| 2015 | Matematik Camp                      | DTU                           | Sebastian Nielsen                                                            |
| 2015 | Nano Camp                           | Aarhus Universitet            | Steffen Stokbæk                                                              |
| 2015 | Software Camp                       | DTU                           | Nedim Cokljat                                                                |
| 2015 | Game Development Camp               | Viborg                        | Christian Jeppesen                                                           |
| 2015 | ISSC Camp                           | Aalborg Universitet København | Jacob Bollerslev                                                             |
| 2014 | Science Show Camp                   | Syddansk Universitet          | Kristine Vitting Klinkby Knudsen                                             |
| 2014 | Fysik Camp                          | Aarhus Universitet            | Christian Kirk                                                               |
| 2014 | Chemistry Camp                      | Aarhus Universitet            | Kirstine Louise Bendtsen                                                     |
| 2014 | Matematik Camp                      | Københavns Universitet        | Morten Agger                                                                 |
| 2014 | Software Development Camp           | DTU                           | Nedim Cokljat                                                                |
| 2013 | Game Development Camp               | Syddansk Universitet          | Jens- Ole Skydt Andersen                                                     |
| 2013 | Chemistry Camp                      | Aarhus Universitet            | Kirstine Louise Bendtsen                                                     |
| 2013 | Matematik Camp                      | Aarhus Universitet            | Morten Grue Sørensen                                                         |
| 2013 | Software Development Camp           | Aalborg Universitet           | Emil Gydesen                                                                 |
| 2012 | Biotech Camp                        | Aarhus Universitet            | Rasmus Hilbert Jensen                                                        |
| 2012 | Software Development Camp           | Aalborg Universitet           | Michael Ørts Lisby                                                           |
| 2012 | Fysik Camp                          | Aarhus Universitet            | Ann-Sofie Bak Nielsen                                                        |
| 2012 | Game Development Camp               | Syddansk Universitet          | Alexander Birke                                                              |
| 2012 | Matematik Camp                      | Københavns Universitet        | Sebastian Nielsen                                                            |
| 2011 | Biotech Camp                        | Aarhus Universitet            | René Tronsgaard Rasmussen                                                    |
| 2011 | International Science Summer Camp   | Aalborg Universitet           | Line Guldbrand                                                               |
| 2011 | Game Development Camp               | Syddansk Universitet          | Thomas Birch Mogensen                                                        |
| 2011 | Kriminal Camp                       | Syddansk Universitet          | Linda Ahrenkiel                                                              |
| 2011 | Matematik Camp                      | Aarhus Universitet            | Sebastian Nielsen                                                            |
| 2011 | Nano Camp                           | Aarhus Universitet            | Kristian Ryder Thomsen                                                       |
| 2011 | Software Development Camp           | Aalborg Universitet           | Christina Kimmer Larsen                                                      |
| 2011 | Nasatur                             | Kennedy Space Center          | Christian Brædstrup                                                          |
| 2010 | Medicinal Camp                      | Syddansk Universitet          | Linda Ahrenkiel                                                              |
| 2010 | Matematik Camp                      | Københavns Universitet        | Morten Grue Sørensen                                                         |
| 2010 | Chemistry Camp                      | Aarhus Universitet            | Dorte Bekker-Jensen                                                          |
| 2010 | Biotech Camp                        | Aarhus Universitet            | René Tronsgaard Rasmussen                                                    |
| 2010 | Game Development Camp               | Aalborg Universitet           | Kasper Videbæk Nielsen                                                       |
| 2009 | Astro Camp                          | Aarhus Universitet            | Anders Larsen                                                                |
| 2009 | Chemistry Camp                      | SDU Odense                    | Dorte Bekker-Jensen                                                          |
| 2009 | Matematik Camp                      | Aarhus Universitet            | Morten Grue Sørensen                                                         |
| 2009 | Game Development Camp               | Aalborg Universitet           | Kasper Videbæk Nielsen                                                       |
| 2009 | Nano Camp                           | DTU                           | Karin E. Ipsen                                                               |
| 2008 | Robot Camp                          | DTU                           | Milena Laban                                                                 |
| 2008 | Chemistry Camp                      | Aarhus Universitet            | Dorte Bekker-Jensen                                                          |
| 2008 | CSI Camp                            | SDU Odense                    | Dennis Hansen                                                                |
| 2008 | Matematik Camp                      | Københavns Universitet        | Daniel Østergaard Andreasen                                                  |
| 2008 | Game Development Camp               | Aalborg Universitet           | Christian Brædstrup                                                          |
| 2008 | Nano Camp                           | Aalborg Universitet           | Lasse Christensen                                                            |
| 2007 | Matematik Camp                      | SDU Odense                    | Jens Siegstad                                                                |
| 2007 | Medico Camp                         | DTU                           | Johnny Hartvig Olsen                                                         |
| 2007 | Game Development Camp               | Aalborg Universitet           | Christian Brædstrup                                                          |
| 2007 | Nano Camp                           | DTU                           | Allan Christensen Bjerg                                                      |
| 2007 | BioTech Camp                        | Aarhus Universitet            | Dorte Bekker-Jensen                                                          |
| 2006 | Mediciner Camp                      | SDU Odense                    | Joan Ilsø Sørensen                                                           |
| 2006 | Game Development Camp (FutureWeek)  | Aalborg Universitet           | Jasper K. Juhl                                                               |
| 2006 | Nano Camp (FutureWeek)              | Aalborg Universitet           | Danny K. Malkowski                                                           |
| 2006 | BioTech Camp                        | DTU                           | Mathias Bach Poulsen og Rune Thode Nielsen                                   |
| 2005 | Game Development Camp               | Aalborg Universitet           | Jasper K. Juhl                                                               |
| 2005 | Nano Camp                           | DTU                           | Dorte Bekker-Jensen                                                          |
| 2005 | BioTech Camp                        | Aarhus Universitet            | Sine Arvedsen og Mathias Bach Poulsen                                        |
| 2004 | Nano Camp                           | Aarhus Universitet            | Astrid C. Sivertsen                                                          |
| 2004 | BioTech Camp                        | SDU Odense                    | Marie Ø. Pedersen                                                            |
| 2003 | BioTech Camp                        | Aarhus Universitet            | Robert Jensen                                                                |
| 2002 | BioTech Camp                        | DTU                           | Torben Lund Skovhus og Johnny Hartvig Olsen                                  |
| 2001 | Nasatur                             | Kennedy Space Center          | Torben Skovhus, Søren Christensen og David Grolin Kristensen                 |